# Merle à ventre fauve
Turdus fulviventris
Espèce
Statut de conservation UICN

 LC  : Préoccupation mineure
Le Merle à ventre fauve (Turdus fulviventris) ou grive à ventre ocré, est une espèce de passereaux appartenant à la famille des Turdidae.

## Habitats et répartition
Cet oiseau vit dans les Andes, de l'ouest du Venezuela à l'extrême nord du Pérou.
Son cadre naturel de vie est les forêts humides de montagnes tropicales ou subtropicales et les forêts anciennes fortement dégradées.